# Rechercheantrag
Der Rechercheantrag (englisch „search request“) ist ein im Patenterteilungsverfahren beim Deutschen Patent- und Markenamt („DPMA“) möglicher Antrag an das Amt, damit dieses den für eine Patentanmeldung relevanten Stand der Technik ermittelt.

## Überblick
Damit auf eine Erfindung ein Patent erteilt werden kann, müssen nach Einreichung einer entsprechenden Patentanmeldung am zuständigen Amt
- zunächst der für sie geltende Stand der Technik durch eine amtlicherseits durchzuführende Recherche ermittelt werden, und
- dann amtlicherseits die Erfordernisse für die Patentierung, auch im Hinblick auf den zuvor recherchierten Stand der Technik, geprüft werden.

Im Verfahren am DPMA müssen die amtliche Recherche durch den Rechercheantrag und die amtliche Prüfung durch den gleichzeitigen oder später zu stellenden Prüfungsantrag angestoßen werden. Beide Anträge sind gebührenpflichtig.
Im rechtlichen Sinn sind Rechercheantragstellung und Gebührenzahlung hierfür unterschiedliche Vorgänge. Im  Jargon meint man aber meistens beides miteinander, wenn von Rechercheantragstellung die Rede ist. Ohne Gebührenzahlung gilt der Rechercheantrag als nicht gestellt.

## Wirkung des Rechercheantrags
Auf den Rechercheantrag hin wird am zuständigen Amt der für die Anmeldung zuständige Prüfer den für die Patentanmeldung relevanten Stand der Technik recherchieren und das Ergebnis schriftlich in Form einer Auflistung der als relevant angesehenen Druckschriften dem Anmelder mitteilen. Im Verfahren vor dem DPMA und unter dem PCT ist diese Liste weitgehend unkommentiert. Im Verfahren am EPA wird dagegen ein sog. „erweiterter Recherchebericht“ verfasst, in dem der Prüfer neben der Auflistung des als relevant angesehenen Materials seine Sichtweisen detaillierter erläutert und begründet.
Von Stellung des Rechercheantrags bis Erhalt des Rechercheergebnisses können wenige Wochen vergehen oder auch einige Jahre, regelmäßig einige Monate.
Wenn für eine deutsche Patentanmeldung der Rechercheantrag gleich mit der Anmeldung gestellt wird, ist das Patentamt gehalten („soll“), die Recherche binnen acht Monaten zu fertigen und das Ergebnis dem Anmelder mitzuteilen.

## Einzelheiten

### Verfahren beim DPMA, Rechtsgrundlage
Das deutsche Verfahrensrecht erlaubt es, den Rechercheantrag und den Prüfungsantrag  gleichzeitig mit der Einreichung der deutschen Patentanmeldung oder erst später, miteinander oder nacheinander zu stellen. Wird der Prüfungsantrag ohne vorherigen Rechercheantrag gestellt, gilt letzterer als mitgestellt.
Der Prüfungsantrag, also mittelbar auch der Rechercheantrag, muss bis spätestens sieben Jahre nach dem Anmeldetag der Patentanmeldung gestellt werden, sonst gilt die Patentanmeldung als zurückgenommen. Auch Dritte können den Prüfungsantrag stellen, müssen dann aber auch die Gebühr hierfür bezahlen. Der Prüfungsantrag kann nicht zurückgenommen werden.
Die Gebühr für den Rechercheantrag beträgt 300 € (Stand Januar 2019), für den späteren Prüfungsantrag 150 € (Stand Januar 2019), und wenn beide gleichzeitig gestellt werden, gemeinsam 350 € (Stand Januar 2019).

### Verfahren beim EPA
Im Verfahrensrecht beim EPA wird die Recherche nicht eigens beantragt, da dies schon im ursprünglich eingereichten Erteilungsantrag enthalten ist. Aber die für die Recherche fällige Gebühr muss gleich anfänglich gezahlt werden. Gleichzeitig kann die Prüfung beantragt werden.
Die Gebühr für die Recherche beträgt 1.300 € (Stand Januar 2019).

### PCT-Verfahren
Das Verfahrensrecht unter dem PCT erfordert es, gleichzeitig mit der Einreichung der internationalen Patentanmeldung den Rechercheantrag zu stellen und die hierfür fällige Gebühr zu zahlen. Der Antrag auf internationale vorläufige Prüfung kann demgegenüber einige Monate später, muss aber nicht gestellt werden.